# أندرياس بيرو
أندرياس بيرو (بالمجرية: Bíró András)‏ هو صحفي مجري، ولد في 20 أكتوبر 1925 في صوفيا في بلغاريا.